# الدرمستون
الدرمستون (به انگلیسی: Aldermaston) یک روستا و محله مدنی در بریتانیا است که در وست برکشر واقع شده‌است. الدرمستون ۱۳٫۴ کیلومتر مربع مساحت و ۱٬۰۱۵ نفر جمعیت دارد.